# Agrostis zerovii
Agrostis zerovii é uma espécie de gramínea do gênero Agrostis, pertencente à família Poaceae.